# Большая Мясная
Большая Мясная — река в Горнозаводском муниципальном округе Пермского края, приток Вильвы, притока Усьвы. Впадает в Вильву справа, в 129 км от её устья. Длина составляет 11 км. Истоки в лесах у восточного подножия горы Дикий Камень, основное направление течения — на юг. Впадает в Вильву примерно в 5 км юго-западнее горы Мясной Камень.

## Данные водного реестра
По данным государственного водного реестра России, река относится к Камскому бассейновому округу, бассейн реки Кама, подбассейн — Кама до Куйбышевского водохранилища (без бассейнов рек Белой и Вятки), водохозяйственный участок реки — Чусовая от в/п пгт. Кын до устья. Код объекта в государственном водном реестре — 10010100712111100011665.